# منطق شناختی پویا
منطق شناختی پویا، یک چارچوب منطقی است که با تغییرات دانش و اطلاعات سر و کار دارد. معمولاً منطق شناختی پویا بر روی موقعیت‌هایی که شامل چندین عامل هستند تمرکز دارد و چگونگی تغییر دانش آنها را در هنگام تغییر رویدادها مطالعه می‌کند. این رویدادها ممکن است ویژگی‌های واقعی جهان حقیقی را تغییر دهند (آنها را رویدادهای وابسته به واقعیت می‌نامند) به عنوان مثال: یک کارت قرمز را آبی رنگ می‌کنیم. آنها همچنین می‌توانند بدون تغییر ویژگی‌های واقعی دنیای حقیقی، دانش را تغییر دهند (آنها را رویدادهای شناختی می‌نامند) به عنوان مثال: یک کارت قرمز به صورت عمومی یا خصوصی اعلام می‌شود. ابتدا منطق شناختی پویا بر روی رویدادهای شناختی تمرکز داشت. ما در این مقاله فقط برخی از ایده‌های اصلی را ارائه می‌دهیم. توضیحات بیشتر درمورد منطق شناختی پویا در مراجع قابل دسترسی است.
با توجه به ماهیت موضوع مطالعه و رویکرد انتزاعی آن، منطق شناختی پویا در زمینه‌های متعددی کاربرد دارد مانند علوم کامپیوتر (هوش مصنوعی)، فلسفه (معرفت شناسی تفصیلی)، اقتصاد (نظریهٔ بازیها) و علوم شناختی. برای مثال، در علوم کامپیوتر، منطق شناختی پویا بسیار به سیستم‌های چند عامله مربوط می‌شود که سیستم‌هایی هستند که در آن چندین عامل هوشمند با یکدیگر تعامل و تبادل اطلاعات می‌کنند.
منطق شناختی پویا، به عنوان ترکیبی از منطق پویا و منطق شناختی، یک زمینهٔ تحقیقاتی جدید است که از سال 1989 با منطق اعلان عمومی پلازا آغاز شد. مستقل از این، گربراندی و گرنولد سیستمی را پیشنهاد دادند که علاوه بر اعلان خصوصی، الهام گرفته از کار ولتمن بود. سیستم دیگری توسط ون دیتمارش پیشنهاد شد که الهام گرفته از بازی کلودو بود. اما مؤثرترین و اصیل‌ترین سیستم، سیستمی بود که توسط بالتاگ، ماس و سولکی پیشنهاد شد.این سیستم توانایی مدیریت تمام انواع موقعیت‌های مطالعه شده در کارهای فوق را دارد و روش اساسی آن مبتنی بر مفهوم است. ما در این مقاله برخی از ایده‌های اساسی آن را ارائه خواهیم داد.
به طور رسمی منطق شناختی پویا، مدلهای رویداد برای توصیف اقدامات و یک عملگر به روزرسانی را به منطق شناختی اضافه می‌کند که نشان می‌دهد با انجام این اقدامات، چگونه مدلهای شناختی به‌روز می‌شوند. در ابتدا منطق شناختی را یادآوری می‌کنیم. سپس به اقدامات و رویدادها می‌پردازیم و چارچوب منطق شناختی پویا را معرفی می‌کنیم.
منطق شناختی یک منطق مدال است که با مفاهیم دانش و باور سر و کار دارد. به عنوان یک منطق، این منطق درگیر درک فرآیند استدلال درباره دانش و باور است: اصولی که به مفاهیم دانش و باور مرتبط هستند، به طور غیرقابل انکاری قابل قبول هستند. اپیستمولوژی، این منطق از کلمه یونانی 
επιστήμη یا "episteme" به معنای دانش نشأت می‌گیرد. با این حال، اپیستمولوژی بیشتر به تجزیه و تحلیل طبیعت و دامنهٔ خود دانش می‌پردازد، به سوالاتی مانند "تعریف دانش چیست؟" یا "چگونه دانش به دست می‌آید؟". در واقع، منطق‌‌ اپیستمولوژی در دوران قرون وسطی به واسطه تلاش‌های بورلی و اوکام از اپیستمولوژی نشأت گرفت. کار رسمی، براساس منطق مدال، که شروع تحقیقات معاصر در منطق اپیستمولوژی است، فقط به سال ۱۹۶۲ برمی‌گردد و به هینتیکا تعلق دارد. سپس در دهه ۱۹۶۰ بحث‌هایی درباره اصول دانش و باور به راه انداخت و اصول بسیاری برای این مفاهیم پیشنهاد و بحث شد.
منطق شناختی پویا (DEL) یک چارچوب منطقی برای مدل‌سازی وضعیت‌های دانشی که شامل چندین عامل هستند و تغییراتی که به عنوان نتیجه ورود اطلاعات یا به طور کلی ورود عمل رخ می‌دهد، است. روش‌شناسی DEL به گونه‌ای است که وظیفه نمایش باورها و دانش عوامل را به سه بخش تقسیم می‌کند:
۱. یک بخش باورهای آن‌ها درباره وضعیت اولیه را به علت یک مدل اپیستمولوژی نمایش می‌دهد؛
۲. یک بخش باورهای آن‌ها درباره رویدادی که در این وضعیت رخ می‌دهد را به علت یک مدل رویداد نمایش می‌دهد؛
۳. یک بخش نحوه‌ای که عوامل باورهای خود را درباره وضعیت پس از (یا در حین) رخداد رویداد به علت به‌روزرسانی محصول نمایش می‌دهد.
معمولاً، یک رویداد اطلاعاتی ممکن است یک اعلان عمومی به تمام عوامل درباره یک فرمول 
𝜓ψ 
باشد: این اعلان عمومی و به‌روزرسانی مرتبط دینامیک را تشکیل می‌دهد. با این حال، رویدادهای شناختی ممکن است بسیار پیچیده‌تر از یک اعلان عمومی ساده باشند، شامل پنهان کردن اطلاعات برای برخی از عوامل، تقلب، دروغگویی، تحریف و غیره. این پیچیدگی زمانی مورد بررسی قرار می‌گیرد که ما مفهوم مدل رویداد را معرفی می‌کنیم. ابتدا به اعلان‌های عمومی تمرکز خواهیم کرد تا درک اصلی ایده‌های پایه‌ای DEL را بدست آوریم.